# Estación de La Garrovilla
La Garrovilla es una estación ferroviaria situada en el municipio español de La Garrovilla, en la provincia de Badajoz, comunidad autónoma de Extremadura. En la actualidad no ofrece servicios de pasajeros y los trenes se detienen en el cercano apeadero de Garrovilla-Las Vegas.
Las instalaciones cumplen funciones logísticas, dedicadas al tráfico de mercancías.

## Situación ferroviaria
La estación se encuentra en el punto kilométrico 465,8 de la línea de ancho ibérico Ciudad Real-Badajoz, a 201,1 metros de altitud.

## Historia
La estación fue inaugurada el 20 de octubre de 1864 con la apertura del tramo Badajoz-Mérida de la línea que buscaba unir Ciudad Real con Badajoz. La Compañía de los ferrocarriles de Ciudad Real a Badajoz fue la impulsora de la línea y su gestora hasta el 8 de abril de 1880, fecha en la cual fue absorbida por MZA. En 1941, la nacionalización del ferrocarril en España supuso la desaparición de MZA y su integración en la recién creada RENFE. Desde enero de 2005, con la división de la antigua RENFE, Renfe Operadora explota el tráfico ferroviario mientras que Adif es la titular de las instalaciones.  
Debido a las obras de construcción de la línea de alta velocidad Madrid-Badajoz, la antigua estación fue demolida y el complejo ferroviario dejó de prestar servicio de viajeros, limitándose al tráfico de mercancías. A partir de ese momento los trenes pasaron a detenerse en el cercano apeadero de Garrovilla-Las Vegas.